# Capgrossos de Sants
Els Capgrossos de Sants són dos cabuts anomenats Fructuós Gelabert i Lluna que estan vinculats a la colla gegantera de Sants, que acompanyen els gegants i gegantons del barri a les eixides per tota la ciutat i són menats pels portadors més joves del barri.
En Fructuós Gelabert i Badiella és la figura que recorda el pioner del cinema català, que va passar al barri una gran part de la vida. Per això, el portador sempre duu una càmera de cinema. El va construir en Josep Pitu Alcover, artista de Sants, i es va estrenar el 1997 amb motiu de la inauguració d'un passatge que porta el seu nom.
El mateix any es va estrenar la figura de la Lluna, una figura de forma infantil, amb cara i ulls, que té la singularitat de brillar a la nit perquè és fosforescent. La va fer en Pitu mateix com a parella de sortides d'en Fructuós Gelabert i és inspirada en la mítica lluna dels films de Georges Méliès, un altre pioner del cinema.
En Fructuós Gelabert i la Lluna, juntament amb la resta de figures de la colla, tenen una funció important en el calendari festiu del barri: es deixen veure cada any en actes de la Festa Major de Sants, per Sant Bartomeu, i són amfitrions de la gran trobada gegantera que organitza la colla a l'abril. També participen habitualment en les festes de la Mercè i més cercaviles i celebracions on són convidats. I quan no surten es poden veure exposats al centre cívic de les Cotxeres de Sants.